# Zottiger Rosenkäfer
Der Zottige Rosenkäfer (Tropinota hirta) ist ein Käfer aus der Familie der Blatthornkäfer (Scarabaeidae).

## Verbreitung
Das Verbreitungsgebiet der Käferart reicht von Südeuropa über Mitteleuropa und Kleinasien bis in den Nahen Osten. Der Zottige Rosenkäfer ist eine wärmeliebende Käferart, die entsprechende Habitate bevorzugt.
Die Käferart gilt in Mitteleuropa als „gefährdet“.
Die meisten Sichtungen in Deutschland stammen aus der Oberrheinebene.

## Merkmale
Die matt schwarzgefärbten Käfer erreichen eine Körpergröße von 8–11 mm. Sie besitzen an der Oberseite nach oben abstehende Haare. Auf den Deckflügeln befinden sich weiße Flecken. 
Der Zottige Rosenkäfer ähnelt dem Trauer-Rosenkäfer. Bei diesem weicht jedoch das Fleckenmuster von dem des Zottigen Rosenkäfers ab.

## Lebensweise
Die ausgewachsenen Käfer sind in den Monaten April bis Juni zu beobachten. Sie ernähren sich von Blütenpollen – hauptsächlich gelbblühender Blumen. Ein Massenbefall von Rosenkäfern kann zu starken Schäden an Blüten von Obstbäumen führen.
Die Larven fressen an moderndem Holz. Dolchwespen der Art Scolia sexmaculata parasitieren u. a. an den Larven des Zottigen Rosenkäfers. Sie spüren die im Boden vergrabenen Engerlinge auf, betäuben diese und legen ihre Eier dort ab. Die geschlüpften Wespenlarven ernähren sich dann von ihrem Wirt.

## Taxonomie
Aus der Literatur sind folgende Synonyme bekannt:
- Cetonia hirta (Poda, 1761)
- Cetonia hirtella Linnaeus, 1767
- Epicometis hirta (Poda, 1761)